# Cefn Mawr
Cefn Mawr est un village situé dans la communauté de Cefn (en), dans le comté de Wrexham au pays de Galles. En 2011, sa population est de 7 051 habitants

## Histoire
Cefn Mawr faisait partie de l'ancienne paroisse de Ruabon et la région était connue sous le nom de Cristionydd Cynrig (ou Cristioneth Kenrick en anglais). En 1844, la plupart de Cristionydd Cynrig, avec le canton voisin de Coed Cristionydd, devinrent partie de la nouvelle paroisse de Rhosymedre.
La gare de Cefn a desservi le village de 1848 à 1960.

## Source de la traduction
- (en) Cet article est partiellement ou en totalité issu de l’article de Wikipédia en anglais intitulé « Cefn Mawr » (voir la liste des auteurs).